# Masabumi Kikuchi
Masabumi Kikuchi (jap. 菊地 雅章 Kikuchi Masabumi; * 19. Oktober 1939 in Tokio, Japan; † 6. Juli 2015 in Manhasset, New York, Vereinigte Staaten) war ein japanischer Jazzpianist und Keyboarder. Er zeichnete sich durch sein sparsames und z. T. sehr langsames Spiel, das gleichwohl sperrig war, aus.

## Leben
Kikuchi fing mit sechs Jahren mit dem Klavierspielen an. Er studierte Musik an der Tokyo Art College High School und gründete dann sein eigenes Trio. Bald ging er in Japan mit Lionel Hampton auf Tour. 1963 nahm er mit Charlie Mariano und Toshiko Akiyoshi auf (East West). In den nächsten Jahren arbeitete er intensiv mit Sadao Watanabe und Charlie Mariano. 1967 trat er mit den japanischen Swing All Stars auf. 1968 gründete er mit Terumasa Hino ein Quintett, das sie gemeinsam leiteten; ihr erstes Album wurde sehr positiv in Japan bedacht. Auch begleitete er Sonny Rollins auf dessen Japantournee. Von 1968 bis 1969 studierte er am Berklee College of Music und kehrte nach Japan zurück. Er gründete ein eigenes Sextett (Matrix, 1970). Gary Peacock holte ihn zu seiner Produktion Eastward (1970); auch war er an zwei Alben von Masahiko Togashi beteiligt. 1972 begleitete er den Sänger Johnny Hartman bei Plattenaufnahmen in Japan. 1974 zog er nach New York City, wo er eigene Alben mit Reggie Lucas, Steve Grossman, Mtume, Dave Liebman und Al Foster vorlegte; 1978 war er an einem Album von Miles Davis beteiligt, das nie veröffentlicht wurde. Um diese Zeit wurde er Mitglied des Monday Night Orchestra von Gil Evans und arbeitete als Keyboard-Spieler an elektronischen Instrumenten; mit Gil Evans entstanden mehrere Alben bis 1988. Daneben nahm er in den 1980er Jahren Synthesizer-Alben für japanische Labels auf. 1989 und 1990 entstand sein von Bill Laswell produziertes Album Dreamachine.
Mit Paul Motian und Gary Peacock arbeitete Kikuchi seit 1991 in der Formation Tethered Moon; mit ihr nahm er 1999 ein Album mit Interpretationen zu Chansons von Édith Piaf auf. Es entstanden fünf weitere CDs dieser Gruppe, u. a. mit Musik von Kurt Weill. Mitte der 1990er Jahre kam es zur Wiederbelebung des Quintetts mit Terumasa Hino, mit dem er 1995 zwei weitere Alben einspielte (zuletzt veröffentlichte er mit ihm 2007 bei Sony im Quartett).
Im Jahr 1996 begleitete er die Sängerin Helen Merrill, 1997 arbeitete er in der Formation Trio 2000 von Paul Motian.
Seinem Freund Paul Motian verdankte er es nach eigenen Angaben auch, dass er als 70-Jähriger mit dem Album Sunrise (2011) einen Aufbruch zu freier eigener Komposition und weg von der Interpretation der Werke Anderer fand.
Zuletzt gab Kikuchi nur noch selten Konzerte.

## Auswahldiskographie
Als Leader und Co-Leader
- Hollow Out (1973), mit Gene Perla, Elvin Jones
- Masabumi Kikuchi & Hōzan Yamamoto: Silverworld (Phonogram, 1970) mit Gary Peacock, Hiroshi Murakami
- Masabumi Kikuchi: Poo-Sun (Phonogram, 1978) mit Kohsuke Mine, Hideo Ishikawa
- Masabumi Kikuchi: Feel You (BR, 1992–93) mit James Genus, Victor Jones
- Masabumi Kikuchi & Gil Evans (Emarcy, 1988) mit Billy Harper, Marvin Peterson
- Tethered Moon: Chansons d'Édith Piaf (Winter & Winter, 1999) mit Gary Peacock & Paul Motian
- Terumasa Hino und Masabumi Kikuchi Quintett
- Sunrise (ECM, 2011, mit Thomas Morgan & Paul Motian)
- Masabumi Kikuchi / Thomas Morgan / Ben Street / Kresten Osgood: Kikuchi/Street/Morgan/Osgood (ILK, 2015)
- Hanamichi: The Final Studio Recording (Red Hook Records, ed. 2021)

Als Sideman
- Gil Evans: Live at the Royal Festival Hall (Mole, 1978), Live at the Public Theatre (New York 1980) (Trio/Black-Hawk, 1980)
- Charlie Mariano & Sadao Watanabe: Charlie & Sadao - Iberian Waltz (Denon, 1967)
- Paul Motian Trio: Trio 2000 + One (Winter & Winter, 1997)
- Sadao Watanabe: Bossa Novas Concert (Denon, 1967)
- Terumasa Hino, Triple Helix, enja 1993
- Paul Motian Trio 2000 + One: On Broadway Vol. 4 or the Paradox of Continuity (Winter & Winter, 2006)

## Lexikalischer Eintrag
- Bielefelder Katalog Jazz 2001
- Richard Cook, Brian Morton: The Penguin Guide to Jazz on CD. 6. Auflage. Penguin, London 2002, ISBN 0-14-051521-6.